# Jason Niblett
Jason Niblett (né le 18 février 1983 à Horsham) est un coureur cycliste et entraineur australien spécialiste de la piste. Durant sa carrière de coureur, il a notamment remporté la médaille d'or de la vitesse par équipes aux Jeux du Commonwealth de 2010.

## Biographie

### Carrière de coureur
En 2000 (avec Ryan Bayley et Mark Renshaw) et en 2001 (avec Kial Stewart et Mark French) Jason Niblett, spécialiste des disciplines de vitesse sur piste, est double champion du monde de vitesse par équipes juniors (moins de 19 ans). En 2004, il remporte la médaille d'or de la vitesse par équipes aux championnats d'Océanie et aux Jeux d'Océanie à Melbourne (avec Ben Kersten et Shane Kelly). L'année suivante, il est champion d'Australie de vitesse par équipes (avec Kelly et Joel Leonard).
Lors de la Coupe du monde 2008-2009 à Melbourne, il remporte la vitesse par équipes (avec Daniel Ellis et Scott Sunderland). En 2009, il est à nouveau champion d'Australie de vitesse par équipes.
En avril 2010, est invité en tant que l'un des cinq sprinteurs étrangers pour participer aux épreuves de keirin au Japon et obtient plusieurs succès. Cette même année, il décroche la médaille d'or aux Jeux du Commonwealth en vitesse par équipes (avec Scott Sunderland et Daniel Ellis). En 2013, il met fin à sa carrière de coureur après une victoire dans l'Austral Wheel Race.
En 2014, il court comme pilote de tandem avec le cycliste malvoyant Kieran Modra lors des championnats du monde de paracyclisme sur piste. Le duo obtient  la médaille d'argent en vitesse ainsi qu'au contre-la-montre.

### Carrière d'entraîneur
Après avoir mis fin à sa carrière de coureur, Jason Niblett commence à travailler comme entraîneur, d'abord à l'Institut des sports d'Australie du Sud. À l'occasion des Jeux paralympiques de 2016 à Rio de Janeiro, il s'occupe des coureurs de tandem australiens. En 2016, il reçoit un contrat de quatre ans avec la Fédération japonaise de cyclisme pour préparer les sprinteurs japonais aux Jeux olympiques de 2020 à Tokyo avec l'entraîneur français Benoît Vétu. Pour cela, il déménage au Japon avec sa femme et ses enfants. Néanmoins, les Jeux - reportés en août 2021 - s'avèrent décevant pour les sprinteurs japonais qui ne remportent aucune médaille. Deux mois après les Jeux, le duo d'entraineur Vêtu-Niblett optent pour des coureurs différents pour participer aux championnats du monde de Roubaix. En avril 2022, il est nommé au poste d'entraineur en chef du sprint japonais.

## Palmarès

### Championnats du monde
- Copenhague 2010
  - 11e du keirin
  - 17e de la vitesse individuelle
- Apeldoorn 2011
  -  Médaille de bronze de vitesse par équipes
  - 8e du keirin

### Championnats du monde juniors
- 2000
  -  Champion du monde de vitesse par équipes juniors (avec Ryan Bayley et Mark Renshaw)
- 2001
  -  Champion du monde de vitesse par équipes juniors (avec  Kial Stewart et Mark French)

### Coupe du monde
- 2007-2008
  - 3e de la vitesse par équipes à Los Angeles
- 2008-2009
  - 1er de la vitesse par équipes à Melbourne (avec  Daniel Ellis et Scott Sunderland)
  - 2e de la vitesse par équipes à Cali
  - 2e du keirin à Cali
  - 3e de la vitesse individuelle à Melbourne
- 2009-2010
  - 2e du keirin à Pékin
- 2010-2011
  - 2e du keirin à Manchester
  - 3e de la vitesse par équipes à Melbourne

### Jeux du Commonwealth
- New Delhi 2010
  -  Médaillé d'or de la vitesse par équipes (avec Scott Sunderland et Daniel Ellis)

### Championnats d'Océanie
| Édition / Épreuve | Keirin | Vitesse individuelle | Vitesse par équipes                        |
| 2004-2            |        |                      | Or (avec Ben Kersten et Shane Kelly)       |
| 2006              |        | Argent               | Argent                                     |
| 2008              | Argent |                      |                                            |
| 2010              | Or     |                      | Or (avec Scott Sunderland et Daniel Ellis) |
| 2011              |        |                      | Argent                                     |

### Jeux d'Océanie
- 2004
  -  Médaillé d'or de la vitesse par équipes (avec Ben Kersten et Shane Kelly)
- 2006
  -  Médaillé d'argent de la vitesse individuelle
  -  Médaillé d'argent de la vitesse par équipes

### Championnats d'Australie
- 2005
  -  Champion d'Australie de vitesse par équipes (avec Joel Leonard et Shane Kelly)
- 2009
  -  Champion d'Australie de vitesse par équipes (avec Joel Leonard et Shane Perkins)
- 2011
  - 2e du keirin
- 2012
  - 3e de la vitesse par équipes
- 2013
  - 2e de la vitesse par équipes
  - 3e de la vitesse individuelle